# MNG
MNG (англ. Multiple-image Network Graphics) — формат графічних файлів. Підтримує всі можливості алгоритмів стискання PNG і JPEG (зокрема напівпрозорість і гаму)
для створення анімованих зображень. Поки підтримується тільки в  Mozilla/NN6 і Konqueror.
MNG близько пов'язаний з PNG. Коли в 1995 почалася розробка формату PNG, розробники вирішили не включати підтримку анімації, оскільки у той час ця особливість використовувалася рідко. Проте, почалася робота над MNG — версією PNG з підтримкою анімації. Перша версія специфікації MNG вийшла 31 січня 2001.

## Переваги формату
- Об'єктний — орієнтований підхід до анімації з командами управління зображенням, замість простий послідовності кадрів, як в GIF
- Вкладені цикли для складної анімації
- Набагато краще стискування, чим у GIF
- Підтримка різницевих кадрів для збільшення стискування
- Стискування з втратами і без, по вибору
- Підтримка прозорих кадрів JPEG
- Наявність декількох рівнів (профілів) для спрощення реалізації
- Безліч контрольних сум для перевірки цілісності файлу
- Спеціальний рядок ідентифікації, яка дозволяє визначити часті типи пошкодження (в основному пов'язані з тією, що перекодувала)
- Без патентних обмежень як для стискування з втратами, так і без
- Підтримка альфа-канала для всіх об'єктів
- Підтримка виправлення гамми і кольору
- Можливість містити довільну текстову і зачую інформацію (допускає стискування)
- Відсутність проблеми 2000 року

## Технічні деталі
В цілому структура файлів формату MNG така ж, як і у PNG, відрізняючись тільки в мітці ідентифікації (8A 4D 4E 47 0D 0A 1A 0A в шістнадцятиричному форматі) і використанні набагато більшого числа різновидів блоків (англ. chun — шматок). Кадри MNG зберігаються як PNG або JNG.
Форматом MNG є спрощений растровий аналог Adobe Flash: кожен кадр складається з великої кількості шарів, які можна рухати один відносно одного, масштабувати і обрізати. Через це підтримка формату MNG досить складна.
Також визначено дві спрощені версії специфікації: MNG-LC (низька складність) і MNG-VLC (дуже низька складність). Вони дозволяють реалізувати часткову підтримку формату MNG, щоб зменшити складність реалізації програми. Це важливо для пристроїв з дуже обмеженими ресурсами: мобільні телефони і таке інше.
У MNG ще немає зареєстрованого MIME типу, але можна використовувати  video/x-mng або image/x-mng.
Кожен з кадрів може бути закодований в MNG як з втратою інформації (JPEG-компресія), так і без втрат (компресія LZ77, вживана в PNG).

## Конкуренти формату
У наш час головний суперник — GIF, через його повну підтримку. Іншою альтернативою є APNG. Також може використовуватися анімація SVG з вбудованими PNG- або JPEG- кадрами.